# ウォーロック (雑誌)
『ウォーロック』(Warlock)とは、ペンギン・ブックスとイギリスのゲーム制作会社ゲームズ・ワークショップにより、1983年から1986年にかけて発行された雑誌である。本来ウォーロックはファイティング・ファンタジーのゲームブックシリーズの専門誌であったが、すぐにファンタジーゲームジャンル全体を広く取り扱うようになった。
『ウォーロック』は社会思想社による特約誌として、日本でも1986年12月から翻訳出版された。日本版『ウォーロック』は後にはイギリス版から離れた内容も取り扱うようになり、1992年3月まで通巻63号発行された。

## イギリス版
『ウォーロック』の創刊および責任編集はファイティング・ファンタジーの創始者であるスティーブ・ジャクソンおよびイアン・リビングストンにより行われ、1986年12月の「ホラー特集号」を最後に休刊するまで13号を刊行した。
創刊時の『ウォーロック』はトニー・レイシーとフィリッパ・ディキンソンにより編集されていたが、5号を刊行した後にペンギン・ブックスからジャクソンらが経営するゲームズ・ワークショップに発刊元が移行し、マーク・ガスコインが編集に加わった。移籍の理由は契約上の問題からであり、おそらくペンギン社の雑誌のままでは他社作品への言及ができなかったのだろうと安田均は推測している。

### 連載記事
ミニ・ゲームブック
『ウォーロック』は毎号掲載されていたミニ・ゲームブックのために創刊された雑誌であった。ミニ・ゲームブックとしては、第3号に掲載されたスティーブ・ジャクソンによる短編ファイティング・ファンタジー「地獄の館」がある。この短編は後に一冊の本に拡張された。
トロールのデレク(Derek the Troll)
リュー・ストリンガー画による連載漫画「トロールのデレク」の主人公デレクは、『ウォーロック』でもっとも長い間活躍したキャラクターの一人である。デレクは彼自身の書評欄やその他の記事も持つようになった。第13号の「トロールのデレク」は、極小の16コマに分割されたゲームブック漫画であった。
ペイント・ヤー・ドラゴン(Paint 'Yer Dragon)
リック・プリーストリーによる「ペイント・ヤー・ドラゴン」はフィギュア塗装と造型入門の連載記事から成り立っていた。第9号ではフィギュアの効果的な下準備と塗装について、第10号ではピンニングなどのフィギュアカスタマイズ、第12号ではフィギュアのベースの記事が掲載された。
モンスター事典(Out of the Pit)
「モンスター事典」は、ファイティング・ファンタジーの各巻を通じて多数の作家により創造されたモンスターについての解説記事である。この連載は後の1989年に、編集長のマーク・ガスコインにより同名の一冊の本にまとめられた。

## ゲームブックマガジン
日本版『ウォーロック』の前身として社会思想社から刊行されていたゲームブック専門誌。隔月刊で、1986年6月から1987年4月に掛けて6号まで刊行された。28 - 36ページの小冊子で、定価は100円だった。
本誌が創刊準備中だったころは、ペンギン・ブックス在籍時のイギリス版『ウォーロック』が休刊中で再開の見通しも不透明だった。そこで、いち早くゲームブックファンとの交流を持つために本誌が企画されたのである。しかしその直後にイギリス版『ウォーロック』の再開と日本版刊行が決まったため、第2号の時点で早くも本誌の1年間での終了が告知された。第4号以降の本誌は日本版『ウォーロック』と並行して展開していた。
主な連載記事は安田均がゲームについて語る「遊びの世界」と、浅羽莢子が毎回1種類のモンスターを取り上げる「モンスターと私」。読者ページ「主人公はあなただ」は冊子の半分近くを占めていた。

## 日本版

### 沿革
- 1986年12月 - 英『Warlock』誌の日本版として創刊。
- 1987年12月 - 『トンネルズ&トロールズ』日本語版発売。その後、徐々にテーブルトークRPG中心の誌面構成となる。
- 1988年7月 - 表紙から「THE FIGHTHING FANTASY MAGAZINE」の表記が消える。
- 1991年3月 - 誌面の大幅な刷新。それまで横書きだった文章が縦書きに変わる。それに伴い綴じ方も変更されている。
- 1991年10月 - 『ウォーハンマーRPG』ルールブック日本語版発売。
- 1992年3月 - 63号をもって休刊

### 概要
日本版ウォーロックは1984年発売のゲームブック『火吹山の魔法使い』(The Warlock of Firetop Mountain)、1985年の『ソーサリー』シリーズの成功を受けて1986年に英『warlock』誌の日本版として創刊された。
創刊当初はファイティング・ファンタジーシリーズをはじめとするゲームブックのフォロー・レビュー記事を中心に同シリーズのシステムを用いたテーブルトークRPGである「ファイティングファンタジー」への誘導を行っていたが、出版の遅れからこの戦略はゲームブック形式のソロシナリオのラインナップを持つ『トンネルズ&トロールズ』（略称『T&T』）が引き継ぐ形となる。
初期は海外の翻訳記事、古代・中世ヨーロッパや日本に関する読み物、ファンタジー要素を持つ映画・小説の批評、雑誌上で完結するミニゲームブックの掲載といった文芸誌的な誌面構成であった。後にグループSNEの中核をなすこととなる面々も、この時期にライターとして活躍していた。
ゲームブックが低迷期に入ると、『トンネルズ&トロールズ』と訳者である清松みゆきを中心としたテーブルトークRPGに比重をおいた構成となる。初期から続く読み物に加え、テーブルトークRPG入門マンガ、半公式となるオプションルールの紹介および誤植の訂正、リプレイ記事、メタルフィギュア・ダイス等のアクセサリーの紹介などの企画もなされた。
その後は本誌の企画に基づいて造られた『ハイパーT&T』、ミニチュアゲームから派生した『ウォーハンマーRPG』を取り扱った。

### 表紙の変遷
創刊号から13号までは表紙は英『Warlock』誌で使用された絵を使用している。14号では特集にあわせ『トンネルズ&トロールズ』のルールブックの絵が使用されている。
15号以降は全て米田仁士による幻想的なイラストで飾られるが、特集記事の内容や特定のゲームの世界観を表す物はほとんど無い。しかし33号から休刊直前の62号にかけて、摩由璃による「表紙の詩」が掲載され、それぞれの絵に物語性が付与された。

### 主な記事と企画
どこでもT&T
（7 - 12号）
作・画共に山本弘による、『トンネルズ&トロールズ』のリプレイ漫画。リプレイ風景とゲーム内世界をザップしながら、主人公イクミとTRPG部の部長や先輩達との掛け合いによって物語が進んでいく。
摩由璃の本棚
（1 - 30号）
神月摩由璃によるファンタジー・SF小説のブックレビュー。ゲームブックを介してファンタジーやSFに興味を持った読者を対象とした読書案内。取り上げられた主な書籍は『指輪物語』『ナルニア国ものがたり』『エルリック・サーガ』『インテグラル・ツリー』『夏への扉』など。後に社会思想社より文庫化。
ゲームの殿堂
（1 - 30号）
近藤功司によるゲームブック評論。「ゲームブック」という媒体に対する、本格的な批評を目指して作られ、社会思想社以外のレーベルも多く紹介された。取り上げられた主なゲームブックは『火吹山の魔法使い』『地獄の館』『シャーロックホームズ10の怪事件』『失われた体』など。
ファイティング・ファンタジーの楽しみ方
（25 - 30号、32 - 43号）
翻訳者の安田均による、ファイティング・ファンタジーシリーズの構成、システムに関する評論。後に社会思想社より文庫化。
ロッコの早耳情報
日本版『ウォーロック』のマスコットキャラクター・ロッコによる社会思想社の近刊情報。「ロッコ」はイラストレーターのNikovのデザインによる魔法使いの少女で、初期から中期にかけての企画記事で語り手や質問役として頻繁に登場していた。
エンサイクロペディア・がらくた / 順不同☆
（31 - 57号）
摩由璃によるエッセイ。主にファンタジーにまつわる話題を取り上げていた。
ハイパーT&Tの作り方（HOW TO MAKE HYPER-T&T）
（36 - 47号）
読者の意見も取り入れつつ、『T&T』の改修版『ハイパーT&T』を作成する企画。
ゲーム仕掛けの英雄譚
（39 - 45号）
『T&T』のリプレイをコミック化したもの。ゲームマスターは星宮すみれ。コミック担当はめるへんめーかー。
AFFリプレイ
（46 - 52号、53 - 57号）
山本弘（第2部は友野詳）&グループSNEによる『アドバンスト・ファイティング・ファンタジー』のリプレイ。ゲームブックの舞台となった場所を巡り歩いていく。52号までの第1部のみ単行本化された。
ゲームブック辛口レビュー
（47号 - ）
竹谷新によるゲームブックレビュー。タイトルの通り辛辣なレビューが多かった。
めるへんめーかーのゲーム大好き
（51 - 63号）
作者のゲーム生活をつづったコミック。現実と幻想が入り混じって描かれる。休刊後は連載がLOGOUT誌に移り、ウォーロック誌掲載分とあわせて『ワンダリングWONDERLAND』のタイトルでアスキーコミックスから全2冊で単行本化された
ゲームブック製作講座
（58 - 61号）
健部伸明と塩田信之によるミニコーナーで、ゲームブックがどのように作られるのかを書いていく企画。
名作ゲームパイプライン
（58 - 63号）
タケヤアラタによる連載。あらゆるジャンルの「名作」とよばれるゲームがなぜ名作なのかを分析する。クイズ番組の『アメリカ横断ウルトラクイズ』を取り上げたこともある。
ウォーハンマーRPGリプレイ
（58 - 63号）
友野詳&グループSNEによるリプレイ。全2冊で単行本化された。『ウォーロック』の休刊とともに終了したが、後にグループSNEのホームページ上に続編が載る。
編集部からの挑戦
編集部から出される「お題」に解答するコーナー。絶体絶命の状況での対処法やモンスターのアイデアなどRPGに即した問題が多く出題された。
読者参加企画「二つの川の物語」に吸収され、終了した。

#### ウォーロック・ワールド
朱鷺田祐介による、読者投稿を元に（RPGの背景となる）一つの世界を作る企画。4号で募集した地図をもとにして、8号で世界全図を公開したのを皮切りに、神話や英雄、そしてセル・アーネイという世界の名称もすべて読者からの投稿に基づいて作成した。
16 - 21号の『トンネルズ&トロールズ』（『T&T』）のシナリオ・キャンペーンから、本格的にゲームの背景として活用される。その後、セル・アーネイ用に『T&T』のルールに修正を施し、リプレイ「古の書開くとき」（20 - 22号）、第2部「オーブリンの森」（25 - 28号）を連載。摩由璃による小説『幾千の夜を越えて』（20 - 23号）は書籍化もされた。
28号からはワールドガイドやミニシナリオを掲載。読者投稿による32 - 35号の「リーダーズ・リプレイ」をもって関連記事は終了した。その後も38号にはセル・アーネイの名が出てくる。
後年『RPGドラゴン』で朱鷺田が手がけた「RPG用誤辞典」には、大成できなかった企画として、自虐的にセル・アーネイの名前が挙げられていた。また、小説『リュスリナの剣 I』（著 : 神月摩由璃）はこの世界を舞台としている。

#### 二つの川の物語
冒険企画局による読者参加企画。ユキリア世界の一部である二つの川地方の開拓者を誌上で演じるのが趣旨である。
この企画は、世界初の試み「ロールプレイ・メール」と謳われていた。雑誌の誌面でハガキによって読者が参加する「読者参加企画」は当時複数のゲーム誌ですでに実施されていたが、「詳細な世界設定、達成すべき目標や勝敗の概念がない」「世界設定自体も読者の投稿によって構築されていく」という自由度の高さが、本企画を特異な存在としている。
34 - 35号での募集時には「探検家ヒルツの地図」しか提示されなかったが、36号から本格的に開始。37号では参加者の名簿とともに、吟遊詩人リームが彼らの間をめぐるアドベンチャーゲーム『二つの川のおおみそか』が収録された。
43号からは、より個別の場所に焦点を当てた「新・二つの川の物語」を開始。44、48号にはアップルベーシック・システムを用いたRPGルールが掲載された。
また、各種作品のコンテストも随時行われた。ゲームブック部門入選作は『ロスフィーンの涙』（43号）『二つの川のクリスマス』（48号）。小説部門は『道端の木かげにある岩は』『炎の女』（46号）。コミック部門は入選作なし。
「新・二つの川の物語」は54号でいったん終了し、56号からは「竜の国遠征記」として再開した。戦の陰が迫る中、竜の国へ旅立った船の様子を描き、最後の63号は「二つの川の物語」に戻って幕を閉じた。

### 掲載された主なゲームブック
モンスターの逆襲（3 - 6号）
作 / 山本弘とグループSNE
ゴブリンが強力なモンスターへと変身しながら、人間の冒険者たちへ復讐を遂げていく、モンスター視点によるファンタジー物。4部構成で連載。後に社会思想社から文庫化された。
顔のない村（12号）
作 / 思緒雄二
ファイティング・ファンタジーのルールを使用した、和風伝奇ホラー。後に『送り雛は瑠璃色の』文庫版に収録された。
四人のキング（14号）
作 / 山本弘
ファイティング・ファンタジーのルールを使用し、トランプのカードでダンジョンを構成するゲーム。27号の『四人のクイーン』とあわせて文庫化された。
フォボス内乱（16号）
作 / 宮原弥寿子
アンドロイドの少女の活躍を描くSF物。後に「ダイモスの攻防」も収録した形で、社会思想社から文庫化された。
暗黒の三つの顔（18 - 20号）
作 / 山本弘
ファイティング・ファンタジーのシステムを用い、背景世界「タイタン」を舞台にした、書下ろしのゲームブック。全三部構成で、アランシア、クール、旧世界の三大陸を順に渡っていく内容。タイタンを舞台にした日本人作家による公認の作品。単行本化はされていない。
スプリンターを守れ（23号）
作 / わきあかつぐみ&冒険企画局
ソウルオリンピックに出場する小国のスプリンターの護衛に選ばれた、秘密情報部員の活躍を描いたコメディ。
ダイモスの攻防（25号）
作 / 宮原弥寿子
超能力者達のレジスタンス活動を描くSF物。
送り雛は瑠璃色の（30 - 31号）
作 / 思緒雄二
日本の伝承を題材に採った、現代が舞台の和製ホラー。後に「顔のない村」を収録した形で、社会思想社から文庫化。絶版後は、創土社から再版されている。
ブラスターケリー（34号）
作 / わきあかつぐみ&冒険企画局
かつて映画「ブラスター・ケリー」シリーズの主役を演じたスター俳優エドワードも、老いには勝てず引退した。その彼の最後の冒険を描いたスペースオペラ。
さらば青竜（36号）
作 / 宮原弥寿子
主人公の精神は気がつくと、人を殺したばかりの異世界の戦士「青竜」の肉体に宿っていた。殺人の咎で追われつつ自分の使命を見出していく物語。
単体作品だが、宮原の著作『エクセア』『ギャランス・ハート』とリンクした設定となっている。
ロストワールドからの脱出（39号）
作 / 山本弘
野生の少女や恐竜、黄金のジェット機が登場する秘境冒険物。
モラディリウス（43号）
作 / 井上欣久
魔人に見初められた女性ミディス、という基本設定は同じながら、彼女を守ろうとする男性シェスとミディス自身のどちらも主人公にできる。それによって展開や登場人物の性格も異なってくる。
銀河宅急便（47号）
作 / わきあかつぐみ&冒険企画局
父の遺産として小型宇宙船を受けついだ少年が、星をめぐっては小さな届け物をしていく物語。
太陽神の宝玉（50号）
原案 / 安田均、 文 / 下村家惠子
『アドバンスト・ファイティング・ファンタジー』を使用したタイタン世界での冒険。

### 逸話
- 読者の愛称にシャーロック・ホームズ愛好家を意味する「シャーロキアン」をもじった「ウォーロキアン」が提案されたが定着しなかった。
  - 当時は『ファンロード』愛読者を意味する「ローディスト」や『月刊OUT』の「アウシタン」など、雑誌の読者に愛称をつけるのが流行していた。
- ライターの清松みゆきをその名前から女性と断定する、というネタが流行した。実際には男性である。
- 夭折した漫画家木崎ひろすけは、「薄羽かげろう」のペンネームで本誌の常連投稿者だった。

### 編集長
- 多摩豊 創刊号-33号・35号
- 近藤功司 34号・36号-63号

## 「ウォーロック」の名前を冠する雑誌
2011年にイギリスでアドバンスト・ファイティング・ファンタジー第2版（以下「AFF」）が発売された。この作品のサポートのための雑誌が創刊されている。
日本においては、もともと「トンネルズ&トロールズ」の専門誌だった『T&Tマガジン』でAFFも扱うことになり、2018年に『ウォーロック・マガジン』が創刊された。この雑誌はのちに「パグマイアRPG」も扱うようになった。2021年に『GMマガジン』と統合し、『GMウォーロック』として新創刊されている。
イギリスでは、AFF専門のサポート誌として"The Warlock Returns"が2020年に創刊されている。これは、AFF2版の発売元であるArion Games から発行されている。